# Speedbass
Speedbass je hudební styl, řadící se pod Hardcore. Rozvíjel se od poloviny 90. let na západním pobřeží Spojených států, kde vznikl kombinací Gabberu a Drum and Bassu. Byl šířen převážně po internetu. 

S nástupem podzimu 1999, Speedbass je stále mladý. Základní kritéria byla: velmi vysoká rychlost (od 300 BPM) a bohatost na subharmonické nízké kmitočty. 

Dnes Speedbass spojuje mnoho jiných stylů celkem širokého záběru. Mísí v sobě vlivy Housu, Speedcore, Gabberu, Drum and Bassu, Junglu, ale třeba i žánru, docela klidného, Glitch, Sound Collage či mashup stylů. Občas zní tento styl spíše jako hudební satira.

## Interpreti
- Anti-Kati
- Digital Pigeon
- dUbsta
- Fabulous 23's
- GAzTRIC
- JeRe
- Joni Speedbass
- LMS
- Meatsock
- P.V
- Skeeter
- Vancouver Basscore Resistance

## Vydavatelství
- A Klass Records
- God Rekidz
- Krabator-Bass-Systems Records
- Here's My Card Records
- Smerk ;^)